# An-218
Antonow An-218 (ros. Ан-218) – był projektem szerokokadłubowego samolotu pasażerskiego pochodzącego z Biura Konstrukcyjnego Antonowa. Dokumentacja techniczna była przygotowana w roku 1991, a oblot prototypu planowano na rok 1994. Dwusilnikowy projekt był przeznaczony do przewozu około 350 pasażerów, ale nigdy nie został wprowadzony do produkcji.

## Charakterystyka ogólna wersji An-218-100
- Załoga: 2
- Pojemność: 300/350/400 pasażerowie
- Długość: 59,79 m
- Rozpiętość: 50 m
- Wysokość: 15,7 m
- Powierzchnia nośna: 270 m²
- Masa własna: 90 000 kg
- Maks. masa startowa: 170 000 kg
- Silniki: 2 × Progress D-18T1, 250 kN każdy silnik

Osiągi
- Prędkość maksymalna: 870 km/h
- Zasięg: 11 500 km.